# OnePlus 3

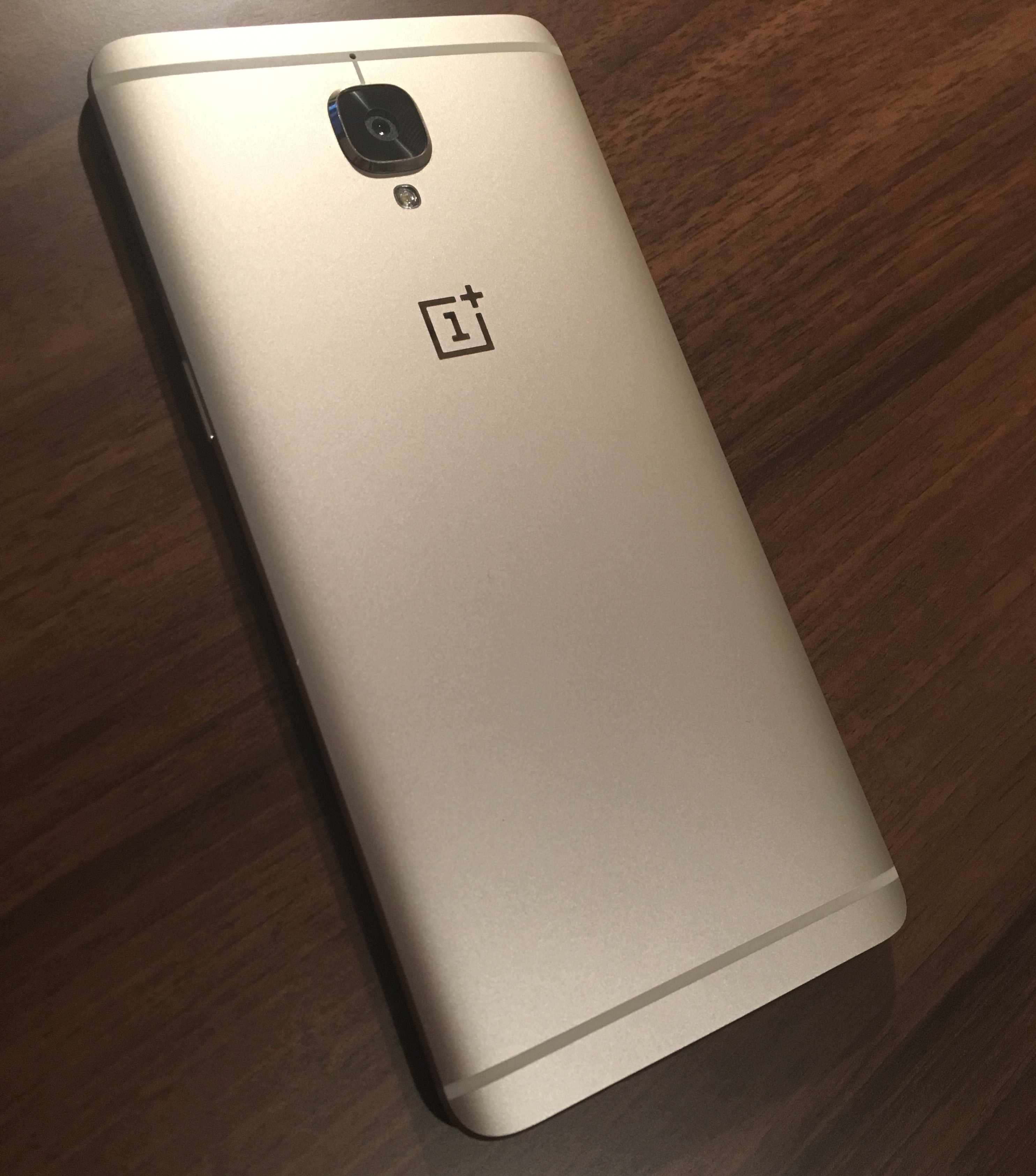
Retro del OnePlus 3

OnePlus 3 (abbreviato OP3) è uno smartphone prodotto da OnePlus. È stato presentato il 14 giugno 2016 attraverso un evento in realtà virtuale. OnePlus ha offerto ai suoi clienti 30,000 visori per la realtà virtuale Loop VR per assistere all'evento tramite il proprio dispositivo.
Prima del lancio globale OnePlus ha rivelato che OnePlus 3 avrebbe avuto un SoC Qualcomm Snapdragon 820, 6 GB di RAM e 64 GB di memoria interna. A seguito delle numerose lamentele, da parte dei clienti, a proposito della rimozione del chip NFC dal precedente telefono, OnePlus lo ha nuovamente inserito.

## Storia

### Rilascio
OnePlus 3 è stato il primo dispositivo dell'azienda cinese lanciato sul mercato senza il sistema a inviti.
Il 7 luglio 2016 OnePlus ha rilasciato l'aggiornamento minore a OxygenOS 3.2.1, aggiungendo il supporto allo spazio colore sRGB nelle opzioni sviluppatore e risolvendo i problemi di gestione della RAM, oltre ad alcuni bug.
Nel maggio 2017, Pete Lau, CEO dell'azienda, ha rassicurato i possessori di OnePlus 3 che temevano l'abbandono del dispositivo dopo la commercializzazione di OnePlus 5, affermando che entrambi i top di gamma del 2016 avrebbero ricevuto l'aggiornamento ad Android O prima della fine del supporto.
A luglio 2018, con gran sorpresa e contrariamente a quanto affermato precedentemente da OnePlus, viene dichiarato ufficialmente che anche i modelli 3 e 3T riceveranno l'aggiornamento ad Android P.

Il 22 maggio viene pubblicata ufficialmente la ROM stabile con la versione 9.0.2 di OxygenOS basata su Android 9 Pie; il 7 giugno viene pubblicato un aggiornamento alla versione 9.0.3, per risolvere un problema di autenticazione per WhatsApp in modalità parallela.
Nuovi aggiornamenti sono stati distribuiti il 30 giugno (v9.0.4) e il 7 agosto 2019 (v9.0.5) con le ultime patch di sicurezza e alcuni bugfix generici.

### Interruzione della produzione
Una versione aggiornata del dispositivo, OnePlus 3T, è stata annunciata il 15 novembre 2016 e commercializzata a partire dal 22 dello stesso mese. OnePlus 3T è dotato del nuovo SoC Qualcomm Snapdragon 821, versione aggiornata di quello presente nel OnePlus 3, di una fotocamera frontale da 16MP e di una batteria più capiente da 3400mAh. A partire dal 17 Novembre cessa la vendita di OnePlus 3. È stato anche annunciato che i due smartphone avrebbero condiviso il ciclo di aggiornamenti a partire da Android N.

## Specifiche
OnePlus 3 presenta un design rinnovato, con il retro in alluminio anodizzato e gli angoli stondati, simile a quello di HTC M9. Lo smartphone viene rilasciato in due colorazioni, Graphite (fronte nero e retro grigio) e Soft Gold (fronte bianco e retro dorato, disponibile da agosto 2016.). L'azienda ha anche lanciato sul mercato alcune cover originali in diversi materiali, tra cui Kevlar, bamboo e sandstone, per proteggere il telefono e la fotocamera sporgente.
Il dispositivo è leggermente più piccolo del suo predecessore, OnePlus 2. È più sottile di 2,5 mm, più corto di 0,9 mm e più stretto di 0,2 mm, pur mantenendo la stessa diagonale del display, 5,5" (140 mm). Rimane invariata anche la risoluzione del display di 1920×1080 pixel, ma OnePlus 3 monta un Optic AMOLED. Il display è protetto dal vetro Gorilla Glass 4, prodotto da Corning.
OnePlus 3 è anche il primo telefono dell'azienda commercializzato in un'unica versione con 64 GB di spazio di archiviazione, mentre i precedenti erano disponibili anche nel taglio da 16 GB. La memoria è UFS 2.0 ed è assente lo slot di espansione tramite MicroSD. Lo smartphone è dual-sim, ma manca la compatibilità con la banda 13 LTE, utilizzata negli Stati Uniti dall'operatore Verizon.
Sul retro OnePlus 3 monta un sensore Sony IMX 298 da 16 MP con apertura focale f/2,0 con stabilizzazione dell'immagine sia ottica che elettronica. Supporta la registrazione video in 4K a 30fps e in slow-motion a 120fps con risoluzione 720p, e lo scatto RAW, consentendo un maggiore controllo dell'immagine in post-produzione da parte dell'utente. La fotocamera frontale è composta da un sensore Sony IMX179 da 8 MP con apertura focale f/2,0, capace di registrare video con risoluzione 1080p a 30fps e fuoco fisso.
OnePlus 3 è il primo smartphone dell'azienda ad adottare lo standard proprietario di ricarica rapida Dash Charge. Questa tecnologia permette di raggiungere oltre il 60% di ricarica in 30 minuti, con meno rischi rispetto alla tecnologia Quick Charge 3.0, in quanto il calore dovuto alla ricarica viene dissipato nell'alimentatore e non nel telefono, evitando surriscaldamento, calo delle prestazioni e accorciamento della vita della batteria.
Sul lato sinistro è presente uno slider per le notifiche a tre scatti, introdotto a partire da OnePlus 2.
Il sensore d'impronte è integrato nel tasto soft-touch centrale ed è in grado di sbloccare il display in circa 0,3 secondi.

### Bande supportate
| Modello | id                      | Regioni       | GSM  | CDMA | UMTS (3G)         | TD-SCDMA (3G) | LTE                                    | Note                                                                      |
| ------- | ----------------------- | ------------- | ---- | ---- | ----------------- | ------------- | -------------------------------------- | ------------------------------------------------------------------------- |
| A3000   | TENAA id:02-B182-161638 | Cina          | Quad | BC0  | 1 / 2 / 5 / 8     | 34 / 39       | FDD 1 / 3 / 7 TDD 38 / 39 / 40 / 41    | HydrogenOS è presente di fabbrica, ma può essere sostituita con OxygenOS. |
| A3000   | FCC id:2ABZ2-A3000      | Nord America  | Quad | BC0  | 1 / 2 / 4 / 5 / 8 | N.D.          | FDD 1 / 2 / 4 / 5 / 7 / 12 / 17 / 30   | OxygenOS è presente di fabbrica, ma può essere sostituita con HydrogenOS. |
| A3003   | N.D.                    | Europa / Asia | Quad | N.D. | 1 / 2 / 5 / 8     | N.D.          | FDD 1 / 3 / 5 / 7 / 8 / 20 TDD 38 / 40 | OxygenOS è presente di fabbrica, ma può essere sostituita con HydrogenOS. |